# Stilpnus gagatiformis
Stilpnus gagatiformis är en stekelart som beskrevs av Jussila 1988. Stilpnus gagatiformis ingår i släktet Stilpnus och familjen brokparasitsteklar. Inga underarter finns listade i Catalogue of Life.